# نيكولايفسك
نيكولايفسك (بالروسية: Николаевск) هي إحدى مدن روسيا في الكيان الفدرالي الروسي فولغوغراد أوبلاست.

## أعلام
- يوري ألكسندروف ماليشيف